# Некрасовский (Краснодарский край)
Некрасовский — хутор в Крымском районе Краснодарского края.
Входит в состав Киевского сельского поселения.

## География
Расположен на реке Адагум.

## Население
| 1999 | 2002 | 2010 |
| ---- | ---- | ---- |
| 45   | ↘37  | ↗39  |